# João Coelho Neto
João Coelho Neto, més conegut com a Preguinho, (8 de febrer de 1905 - 1 d'octubre de 1979) fou un futbolista Brasilersbrasiler dels anys 1920 i 1930.
Fill de l'escriptor brasiler Coelho Neto, Preguinho jugà tota la seva carrera esportiva al Fluminense. Jugà al club de Rio de Janeiro entre 1925 i 1938, i marcà 184 gols.
Juga dos partits amb la selecció brasilera, tots dos al Mundial de 1930, en els quals marcà tres gols, el primer davant Iugoslàvia i els altres dos davant Bolívia. Fou el primer capità de la selecció en una Copa del Món.
El club Fluminense dedicà una estàtua en honor seu.